# Берлинков, Борис Лазаревич
Борис Лазаревич Берлинков , также Бер Берлинков (1912, Витебск — 1996, Нью-Йорк) — советский белорусский шашист, судья, журналист. Чемпион БССР по русским шашкам (1933), вице-чемпион (1947). Участник финала чемпионата СССР по русским шашкам 1957 года (6-11 место из 18).
Мастер спорта СССР по шашкам (1962).
- Брат — Меер Лазаревич Берлинков (1915, Витебск) — советский математик. С 1947 преподавал в Свердловском горном институте.